# Mălăeștii de Jos, Prahova
Mălăeștii de Jos este un sat în comuna Dumbrăvești din județul Prahova, Muntenia, România.
În 1834, localitatea avea rang de sat și făcea arte din plasa Podgoria. În 1864, satul devine reședința comunei Mălăeștii de Jos, plasa Podgoria.
La sfârșitul secolului al XIX-lea, satul era reședința comunei, denumită pe atunci Mălăești, și avea 601 locuitori și o biserică zidită de localnici la 1816, cea mai veche biserică a comunei. În 1968, la reorganizara administrativă, satul a pierdut statutul de reședință în favoarea satului Dumbrăvești, de la care și-a luat denumirea și comuna.